# Saint-Georges-Motel
Saint-Georges-Motel är en kommun i departementet Eure i regionen Normandie i norra Frankrike. Kommunen ligger i kantonen Nonancourt som tillhör arrondissementet Évreux. År 2022 hade Saint-Georges-Motel 880 invånare.

## Befolkningsutveckling
Antalet invånare i kommunen Saint-Georges-Motel
Referens:INSEE